# Wilhelm Alexander Meyerheim
Wilhelm Alexander Meyerheim (* 1815 in Danzig, Westpreußen; † 13. Januar 1882 in Berlin) war ein deutscher Genre-, Landschafts- und Tiermaler sowie Lithograf.

## Leben

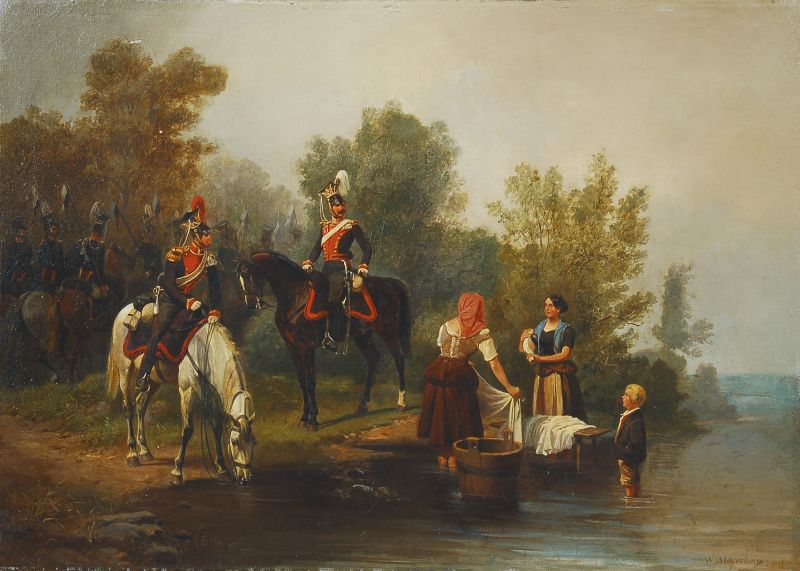
Soldaten und Wäscherinnen am Fluss, 1847

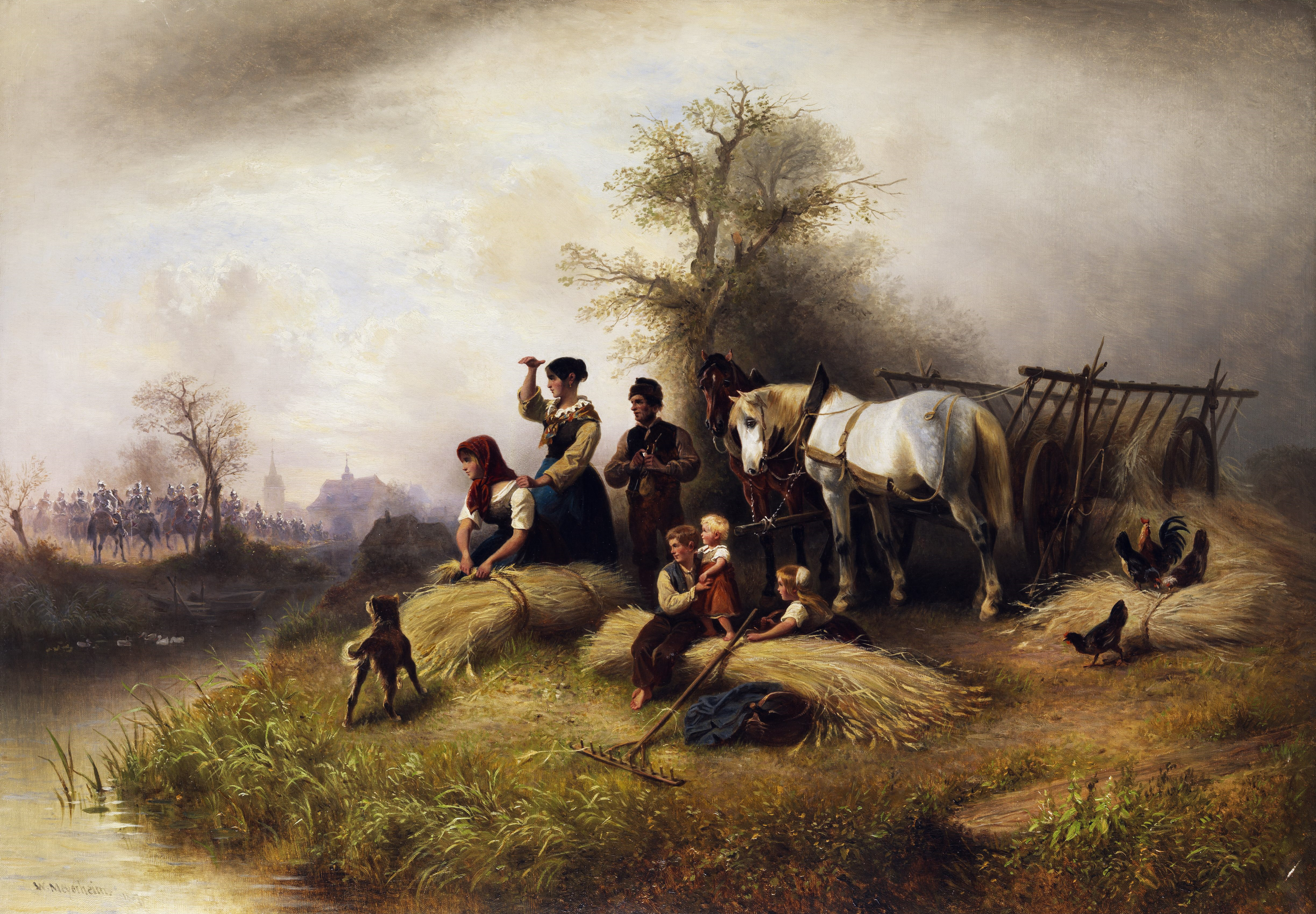
Bauernfamilie bei der Kornernte mit vorbeireitender Kavallerie

Meyerheim war ein Spross der Danziger Künstlerfamilie Meyerheim. Sein Vater war der Dekorations- und Porträtmaler Karl Friedrich Meyerheim. Bei ihm erhielt er eine künstlerische Ausbildung. Sein älterer Bruder war der Genremaler Friedrich Eduard Meyerheim, der größere Bekanntheit erlangte. Seine jüngeren Bruder waren die Maler Gustav Adolf Meyerheim (1816–1894) und Hermann Meyerheim. Gustavs Sohn, also sein Neffe, war der Maler Robert Meyerheim. Söhne seines älteren Bruders Friedrich Eduard, also ebenfalls seine Neffen, waren die Maler Franz Meyerheim und Paul Friedrich Meyerheim. Wilhelm Meyerheim hatte einen Sohn, Paul Wilhelm Meyerheim, der in den Jahren 1868–1895 in Berlin als Genre-, Landschafts- und Architekturmaler in Erscheinung trat.
Wilhelm Alexander Meyerheim wirkte als Maler und Lithograf, überwiegend in Berlin. Auf dortigen akademischen Kunstausstellungen ist er seit 1843 greifbar. Meyerheim bevorzugte spätromantische Motive aus dem Volksleben. Gerne zeigte er romantische Stadtansichten und Landschaftsmotive an Flüssen, die er häufig mit der Darstellung von Pferden, Reitern, Kutschern, Bauern und Soldaten ausgestaltete.